# Supercopa de los Países Bajos 2016
La Supercopa de los Países Bajos 2016 (Johan Cruijff Schaal 2016 en neerlandés) fue la 27.ª edición de la Supercopa de los Países Bajos. El partido se jugó el 31 de julio de 2016 en el Amsterdam Arena entre el PSV Eindhoven como campeón de la Eredivisie 2015-16 y el Feyenoord de Róterdam, campeón de la KNVB Beker 2015-16. PSV ganó por 1-0 en el Amsterdam Arena frente a 30.000 espectadores.
| PSV Eindhoven         |  | Bandera de los Países Bajos |  | Campeón de la Eredivisie 2015-16               |
| Feyenoord de Róterdam |  | Bandera de los Países Bajos |  | Campeón de la Copa de los Países Bajos 2015-16 |

## Partido
| 30         | Guardameta     | Pär Hansson              |     |
| 2          | Defensa        | Rick Karsdorp            |     |
| 33         | Defensa        | Eric Botteghin           |     |
| 4          | Defensa        | Terence Kongolo          |     |
| 18         | Defensa        | Miquel Nelom             |     |
| 8          | Centrocampista | Karim El Ahmadi          |     |
| 7          | Centrocampista | Dirk Kuijt               |     |
| 21         | Centrocampista | Tonny Vilhena            |     |
| 28         | Delantero      | Jens Toornstra           | 62' |
| 9          | Delantero      | Nicolai Jørgensen        | 77' |
| 11         | Delantero      | Eljero Elia              |     |
| Entrenador | Entrenador     | Giovanni van Bronckhorst |     |

| 1          | Guardameta     | Jeroen Zoet          |     |
| 20         | Defensa        | Joshua Brenet        |     |
| 2          | Defensa        | Nicolas Isimat-Mirin |     |
| 5          | Defensa        | Daniel Schwaab       |     |
| 15         | Defensa        | Jetro Willems        |     |
| 6          | Centrocampista | Davy Pröpper         |     |
| 18         | Centrocampista | Andrés Guardado      | 88' |
| 29         | Centrocampista | Jorrit Hendrix       |     |
| 7          | Delantero      | Gastón Pereiro       | 60' |
| 9          | Delantero      | Luuk de Jong         |     |
| 19         | Delantero      | Jürgen Locadia       |     |
| Entrenador | Entrenador     | Phillip Cocu         |     |

| 14 | Delantero | Bilal Başaçıkoğlu | 62' |
| 29 | Delantero | Michiel Kramer    | 77' |

| 11 | Delantero | Luciano Narsingh | 60' |
| 25 | Defensa   | Menno Koch       | 88' |

| Anotado | 38' | Davy Pröpper | 0-1 |

| Amonestado | 32' | Jens Toornstra |

| Amonestado | 32' | Jetro Willems        |
| Amonestado | 53' | Nicolas Isimat-Mirin |

|  |

|  |

| Árbitro             | Serdar Gözübüyük |
| Árbitros asistentes | Charl Schaap     |
| Árbitros asistentes | Jan de Vries     |
| Cuarto Árbitro      | Nicky Siebert    |

| 30         | Guardameta     | Pär Hansson              |     |
| 2          | Defensa        | Rick Karsdorp            |     |
| 33         | Defensa        | Eric Botteghin           |     |
| 4          | Defensa        | Terence Kongolo          |     |
| 18         | Defensa        | Miquel Nelom             |     |
| 8          | Centrocampista | Karim El Ahmadi          |     |
| 7          | Centrocampista | Dirk Kuijt               |     |
| 21         | Centrocampista | Tonny Vilhena            |     |
| 28         | Delantero      | Jens Toornstra           | 62' |
| 9          | Delantero      | Nicolai Jørgensen        | 77' |
| 11         | Delantero      | Eljero Elia              |     |
| Entrenador | Entrenador     | Giovanni van Bronckhorst |     |

| 1          | Guardameta     | Jeroen Zoet          |     |
| 20         | Defensa        | Joshua Brenet        |     |
| 2          | Defensa        | Nicolas Isimat-Mirin |     |
| 5          | Defensa        | Daniel Schwaab       |     |
| 15         | Defensa        | Jetro Willems        |     |
| 6          | Centrocampista | Davy Pröpper         |     |
| 18         | Centrocampista | Andrés Guardado      | 88' |
| 29         | Centrocampista | Jorrit Hendrix       |     |
| 7          | Delantero      | Gastón Pereiro       | 60' |
| 9          | Delantero      | Luuk de Jong         |     |
| 19         | Delantero      | Jürgen Locadia       |     |
| Entrenador | Entrenador     | Phillip Cocu         |     |

| 14 | Delantero | Bilal Başaçıkoğlu | 62' |
| 29 | Delantero | Michiel Kramer    | 77' |

| 11 | Delantero | Luciano Narsingh | 60' |
| 25 | Defensa   | Menno Koch       | 88' |

| Anotado | 38' | Davy Pröpper | 0-1 |

| Amonestado | 32' | Jens Toornstra |

| Amonestado | 32' | Jetro Willems        |
| Amonestado | 53' | Nicolas Isimat-Mirin |

|  |

|  |

| Árbitro             | Serdar Gözübüyük |
| Árbitros asistentes | Charl Schaap     |
| Árbitros asistentes | Jan de Vries     |
| Cuarto Árbitro      | Nicky Siebert    |

|                                  |
| Campeón PSV Eindhoven 11º título |